# とびの巣渓谷
とびの巣渓谷（とびのすけいこく）は、徳島県三好市山城町仏子の白川谷川にある渓谷。とくしま水紀行50選・にし阿波お勧めビューポイント100選選定。

## 地理
吉野川の支流である白川谷川にあり、激流に研ぎ澄まされた大きい岩や奇岩が数多く見られる。また川床の自然の隆起も見所で、秋には紅葉の名所として知られる。
国道32号の白川口から白川谷川に沿って5kmの山城町仏子と山城町粟山の境界あたりに位置する。

## 交通
- JR土讃線「阿波川口駅」より車で約30分。